# 필로스

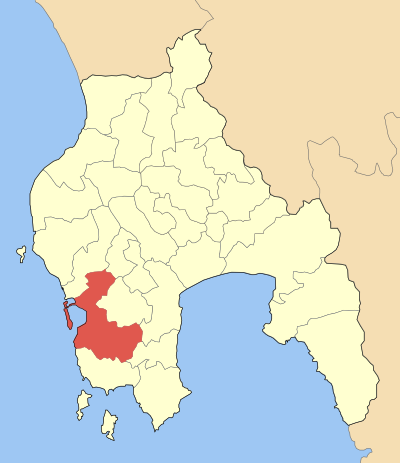

필로스(그리스어: Πύλος, 이탈리아어: Navarino)는 그리스 남부 펠로폰네소스 지방에 있는 만(bay)이다. 필리아 주(Pylia Province)의 주도이다. 옛 시가지는 만의 북서쪽에, 신 시가지는 남동쪽에 위치하고 있다. 필로스 만이 위치한 나바리노 만은 두 번의 역사적인 해전의 격전지였다.
- 펠로폰네소스 전쟁의 필로스 해전, 기원전 425년

- 그리스 독립전쟁의 나바리노 해전, 1827년